# Lesgor

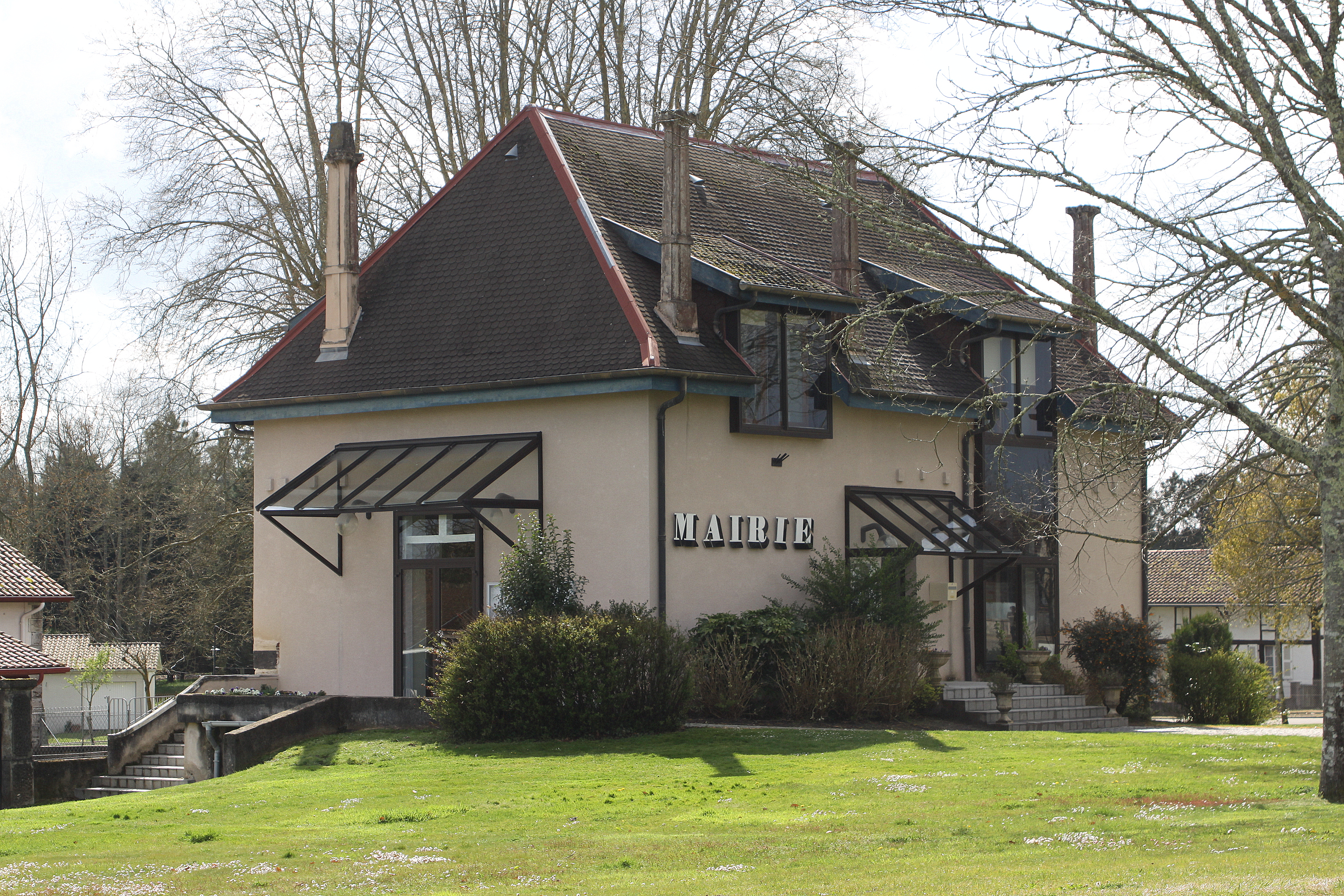
Gemeentehuis

Lesgor is een gemeente in het Franse departement Landes (regio Nouvelle-Aquitaine) en telt 354 inwoners (2004). De plaats maakt deel uit van het arrondissement Dax.

## Geografie
De oppervlakte van Lesgor bedraagt 26,8 km², de bevolkingsdichtheid is 13,2 inwoners per km².
De onderstaande kaart toont de ligging van Lesgor met de belangrijkste infrastructuur en aangrenzende gemeenten.

## Demografie
Onderstaande figuur toont het verloop van het inwonertal (bron: INSEE-tellingen).